# Carlo Conti
Carlo Conti (n. 13 martie 1961, Florența, Italia) este un moderator de televiziune italian.